# Jonas Bernhard Runsten
Jonas Bernhard Runsten, född 16 december 1801 i Härnösand, död 9 oktober 1871 i Sollefteå, var en svensk präst. Han var gift med Ottilia Löfvander samt var far till Laura Fitinghoff och Malvina Bråkenhielm.
Jonas Bernhard Runsten var son till sjökaptenen Bernhard Rundsten. Efter studier vid läroverket i Härnösand inskrevs han 1820 vid universitetet i Uppsala, där han 1827 blev filosofie magister, 1829 docent i romersk litteratur och 1832 skytteansk adjunkt samt 1836–1840 förestod den skytteanska professuren. Efter prästvigning i Stockholm 1839 var han från 1841 till sin död kyrkoherde i Sollefteå församling och från 1849 kontraktsprost i Ångermanlands västra kontrakt. 1860 utnämndes han till teologie hedersdoktor. Runsten var ledamot av prästeståndet från 1853 till ståndstidens slut med undantag för riksdagen 1859–1860. Han tillhörde den yttersta konservativa flygeln och bekämpade alla förslag till utsträckt religionsfrihet, mildrad strafflagstiftning och förbättrad folkundervisning. Särskilt är han känd för sitt motstånd mot det De Geerska representationsförslaget, vilket han kritiserade i broschyren Om tidsandan och dess syftemål, signerad -n- (1865). Den livliga rörelsen till förmån för reformen möttes i hela Sverige endast av ett antireformmöte, vilket hölls i Runstens församling. Runsten utgav bland annat en upplaga av Tacitus' Agricola med översättning och kommentarer (1832), en avhandling om fjärde bönen (1840) samt Om den constitutionella monarkiens natur (1839–1840).